# Друга Іллірійська війна
Друга Іллірійська війна — військовий конфлікт між іллірійцями та Римською республікою між 220 та 219 роками до н. е. в Іллірії. Вона стала черговим етапом у зростанні впливу Римської республіки на східному узбережжі Адріатичного моря. Конфлікт розгорнувся між Римом та Іллірійським царством, де значну роль відігравав Деметрій Фароський. Ця війна була безпосереднім продовженням римської політики в Іллірії, започаткованої Першою Іллірійською війною, та мала важливі наслідки для подальшого балансу сил у регіоні. Рим прагнув забезпечити свою гегемонію в Адріатиці, тоді як іллірійські лідери намагалися відстояти свою автономію та вплив.

## Адріатика після Першої Іллірійської війни
Після того, як Рим тріумфував над Іллірійським царством, спричиненим війною проти піратів під проводом цариці Тевти, Рим взяв під свій контроль декілька міст на узбережжі, серед них Епідамн, Аполлонія та Коркіра. Деметрій Фароський, що перейшов на сторону Риму, став їхнім партнером і отримав підтримку як маріонетковий володар. За умовами мирного договору, іллірійські кораблі отримали заборону на плавання на південь від Лісса, щоб покласти край піратству. Попри зміцнення римського впливу в регіоні, серед іллірійської верхівки залишалися сподівання на незалежність. Обмеження на морську діяльність підірвали економіку Іллірії, що з часом призвело до нового витка напруги.

## Причини Другої Іллірійської війни
Близько 222 року до н. е. Деметрій Фароський утвердив свою владу, взявши шлюб із матір'ю царя Пінна, таким чином ставши фактичним керівником Ардіейського царства. Відновивши контакти з Македонією, іллірійське військо брало участь у битві при Селласії. Використавши те, що Рим був зайнятий війною з кельтами, Деметрій почав порушувати положення мирного договору від 228 року до н. е.: виходив у море південніше Лісса, займався піратством та укладав союзи з супротивниками Риму. В 220 році до н. е. спільно із Скерділаїдасом здійснив великий морський похід, захопивши частину Кікладських островів та атакувавши союзників Риму в Південній Іллірії. Агресивна поведінка Деметрія, його зневага до договору та загроза для безпеки римських інтересів в Адріатиці примусили Рим до втручання, що й стало початком Другої Іллірійської війни.

## Хід війни
У 219 році до н. е. командування римськими силами взяли на себе обидва консули, серед яких вирізнявся Луцій Емілій Павел. Римські вояки, здійснивши штурм, оволоділи міцно укріпленим Дімаллом всього за тиждень ймовірно, завдяки підтримці місцевого населення. Після здобуття Дімалла кампанія розгорнулася на острові Фарос, що служив форпостом Деметрія. З метою уникнення тривалої облоги, римляни застосували тактику обходу: невелика група воїнів відволікала увагу ворога, в той час як головні сили, здійснивши висадку з іншого боку острова, атакували їхній тил. Іллірійці зазнали поразки, а Деметрій втік до Македонії. Вже у 218 році до н. е. римляни зруйнували укріплення Фароса.

## Наслідки Другої Іллірійської війни
Перемога Риму знешкодила небезпеку його впливу в Іллірії. Ардієйське царство відчутно заслабло, а Піннеса було визнано володарем під римським наглядом. Військово-морські обмеження для іллірійців зберегли свою силу. Деметрій врятувався в Македонії, а Філіп V відмовився видати його Риму. Розвал централізованої влади в Іллірії сприяв виникненню місцевих племінних спілок (койна). Рим закріпив свій контроль на східному узбережжі Адріатики, а відносини з Македонією стали щільнішими, що стало передумовою для майбутніх римсько-македонських зіткнень.